# Attentato al bus di strada Gaza
L'attentato al bus di strada Gaza fu un attentato suicida palestinese a strada Gaza, nel centro di Gerusalemme, il 29 gennaio 2004. Un attentatore palestinese fece esplodere una cintura esplosiva su un autobus Egged numero 19 che viaggiava tra i due campus del centro medico Hadassah. 11 passeggeri furono uccisi e oltre 50 feriti, 13 dei quali in modo grave.

## L'attentato
Il 29 gennaio 2004, poco prima delle 9:00, un attentatore suicida palestinese si fece esplodere nel retro di un autobus Egged all'angolo tra le strade di Gaza e Arlozorov a Gerusalemme, vicino alla residenza ufficiale del Primo Ministro di Israele. L'esplosione fece a pezzi l'autobus, facendo saltare in aria il tetto e rompendo tutti i finestrini. L'esplosione uccise 11 persone e ne ferì più di 50, di cui 13 gravemente.

### Vittime
Le seguenti persone sono state uccise nell'attacco all'autobus 19:
- Avraham (Albert) Balhasan, 28 anni, di Gerusalemme;
- Rose Boneh, 39 anni, di Gerusalemme;
- Hava Hannah (Anya) Bonder, 38 anni, di Gerusalemme;
- Anat Darom, 23 anni, di Netanya;
- Viorel Octavian Florescu, 42 anni, di Gerusalemme;
- Natalia Gamril, 53 anni, di Gerusalemme;
- Yechezkel Isser Goldberg, 41 anni, di Betar Illit;
- Baruc Hondiashvili, 38 anni, di Gerusalemme;
- Dana Itach, 24 anni, di Gerusalemme;
- Mehbere Kifile, 35 anni, etiope;
- Eli Zfira, 48 anni, di Gerusalemme.

### Responsabili
Sia le Brigate dei Martiri di al-Aqsa che Hamas rivendicarono l'attacco, avvenuto meno di 24 ore dopo che otto palestinesi erano stati uccisi in un raid dell'esercito israeliano alla periferia di Gaza, nominando l'attentatore come Ali Yusuf Jaara, un 24enne poliziotto palestinese di Betlemme.